# Valiszka László
Valiszka László (Budapest , 1970. május 29. –) magyar színész, rendező, énekes.

## Élete és pályafutása
Versenytáncosként kezdte, csak később kezdett el foglalkozni a színészettel és az énekléssel. 
1998 és 2004 között a Sziget Színház tagja, 2005 és 2015 között a MusicalVarázs Alapítvány alapítója és vezetője, 2016-ban a Márai Társulat tagja, 2016 és 2018 között a Dohány Színpad vezetője.
2015 és 2016 között Izraelben élt, ahol sorozatokban, reklámokban és nagyjátékfilmekben forgatott.

## Színházi szerepei

### Dohány Színpad
- Rejtő Jenő: Tévedésből jelentik (összeállítás) – Vidor, főpincér, rendező

### Márai Társulat
- Presser Gábor – Sztevanovity Dusán – Horváth Péter: Padlás... Témüller (2016)

### MusicalVarázs Színpad
- Légy jó mindhalálig... Pedellus, Valkay tanár úr, Sarkadi tanár úr, rendező
- Én és a kisöcsém... Zolestyák
- Hyppolit, a lakáj... Makáts főtanácsos
- István, a király... Torda, rendező
- Az utazás... Szurov, rendező
- Nyomorultak... Thenardier, rendező

### Sziget Színház
- Csárdáskirálynő... Főherceg
- A kaktusz virága... Cochet úr
- Cyrano – Ragueneau
- Mágnás Miska... Mixi gróf

## Filmszerepei
- A Lovely Life – Deák úr (2014) R.: Sinkovics Andi
- Fiú a vonaton – Boltos (2016) R.: Roger Deutsch
- The Girl In The Mirror – Gyilkos apa (2016) R.. Szirák Tamás
- Jézus – Apám nevében – Centurio (2017) R.. Roczó-Nagy Zoltán
- Susotázs – Kovács úr (2018) R.: Tóth Barnabás
- Az utolsó nagyasszony – Embercsempész (2018) R.: Bertha Lívia és Ugron Zsolna
- Shadow & Bone – Szénárus (2020)
- Toxikoma – Ügyelő (2021) R.: Herendi Gábor
- Szelíd - Kliens (2022) R: Nemes Anna és Csuja László
- Mesterjátszma - Méltatlankodó utas (2023) R.: Tóth Barnabás
- A gyűrű (izraeli) - Bizottsági elnök (2024) R.: Adir Miller, Doron Paz, Yoav Paz

## Televíziós szerepei
- Jóban Rosszban – (2012, 2014) Józsa Kálmán (2018, 2019, 2020)
- Hacktion: Újratöltve – Taxisofőr (2013)
- Családi titkok (Beteges féltékenység) (2013) R.: Szabados Viktor
- A mi kis falunk – ellenőr (2018) R.: Kapitány Iván
- Ízig-vérig – Testes férfi (2018) R.: Herendi Gábor
- Drága örökösök - Zacis (2019) R.: Másik Szőke András
- Jófiúk – Bírósági recepciós (2019)
- Mintaapák – Zenei menedzser (2020)
- Doktor Balaton – Építkezési vállalkozó embere (2021)
- Apatigris – karót nyelt férfi (2021)
- Keresztanyu – Doktor Témár/Zarathustra/Zorba (2021-2022) R.: Hámori Barbara
- A Séf meg a többiek – Lajos (2022) R.: Anger Zsolt
- A Király – Szervező (2022) R.: Kovács Dániel Richárd
- Drága örökösök – A visszatérés – Vendég férfi/becsüs (2023–2024) R.: Hámori Barbara
- Brigi és Brúnó – Pál (2023) R.: Herendi Gábor, Ipacs Gergely
- Cella – Letöltendő élet (2023) – Ügyész R.: Csillag Mano
- Berlin Blues (izraeli) - kövér férfi az uszodában (2024) R.: Ram Nehari